# Chine aux Jeux mondiaux de 2017
Cet article contient des informations sur la participation et les résultats du Chine aux Jeux mondiaux de 2017 à Wrocław en Pologne.

## Médailles

### Or
| Sport               | Discipline                            | Sportifs                                                        |
| Médaille d'or : 8   |                                       |                                                                 |
| Billard             | Femmes - Billard américain            | Chen Siming (en)                                                |
| Boules              | Femmes - Lyonnaise - Tir de précision | Guo Xiaomin                                                     |
| Gymnastique aérobic | Groupe mixte                          | Chine - Li Qi - Li Lingxiao - Ma Dong - Pan Lixi - Wang Ke (pl) |
| Nage avec palmes    | Femmes - 400 m surface                | Sun Yiting                                                      |
| Sauvetage sportif   | Femmes - 50 m Mannequin               | Wu Huimin                                                       |
| Trampoline          | Femmes - Tumbling                     | Jia Fangfang (nl)                                               |
| Trampoline          | Hommes - Trampoline synchronisé       | Xiao Tu Dong Dong                                               |
| Trampoline          | Hommes - Tumbling                     | Luo Zhang                                                       |

### Argent
| Sport                   | Discipline                         | Sportifs |
| Médaille d'argent : 7   |                                    | |
| Boules                  | Femmes - Lyonnaise - Progressive   | Wang Yang |
| Gymnastique acrobatique | Hommes - Groupe                    | Chine- Li Zheng - Rui Liuming - Zhang Teng - Zhou Jiahuai                                                          |
| Gymnastique aérobic     | Trio mixte                         | Chine - Pan Lixi - Li Lingxiao - Ma Dong                                                                           |
| Gymnastique aérobic     | Step mixte                         | Chine - Fu Yao - Huang Chengkai - Huang Zijing - Jiang Shuai - Liu Yiluan - Yang Qiaobo - Zhang Huiwen - Zhao Ming |
| Nage avec palmes        | Femmes - 100 m surface             | Shu Chengjing |
| Sauvetage sportif       | Femmes - Relais 4 x 25 m Mannequin | Chine - Bao Xueyi - Dai Xiaodie - Hu Yifan - Wu Huimin                                                             |
| Tir à la corde          | Femmes 540 kg                      | Chine- Xue Guo - Yanli Hu - Yingying Liu - Jiao Qin - Dan Song - Tian Tian - Na Xu - Chen Yan - Jiaqi Zhang        |

### Bronze
| Sport                                     | Discipline                           | Sportifs                                               |
| Médaille de bronze : 5 (+1 démonstration) |                                      |                                                        |
| Billard                                   | Femmes - Billard américain           | Yu Han (de)                                            |
| Boules                                    | Femmes - Pétanque - Tir de précision | Chao Guijin                                            |
| Boules                                    | Femmes - Raffa - Double              | Cen Wefei Zhang Wei                                    |
| Boules                                    | Hommes - Lyonnaise - Progressive     | Li Panpan                                              |
| Sauvetage sportif                         | Femmes - Relais 4 x 50 m Obstacles   | Chine - Bao Xueyi - Dai Xiaodie - Hu Yifan - Wu Huimin |
| Kick-boxing (dem.)                        | Femmes 52 kg                         | Tam Si Long                                            |